# 布邁德法區

36°22′N 2°28′E / 36.367°N 2.467°E
布邁德法區（阿拉伯语：‎），是阿爾及利亞的行政區，位於該國北部，由艾因迪夫拉省負責管轄，首府設於布邁德法，面積97平方公里，2008年人口29,308，人口密度每平方公里302人。